# Bhatra
 (août 2013).

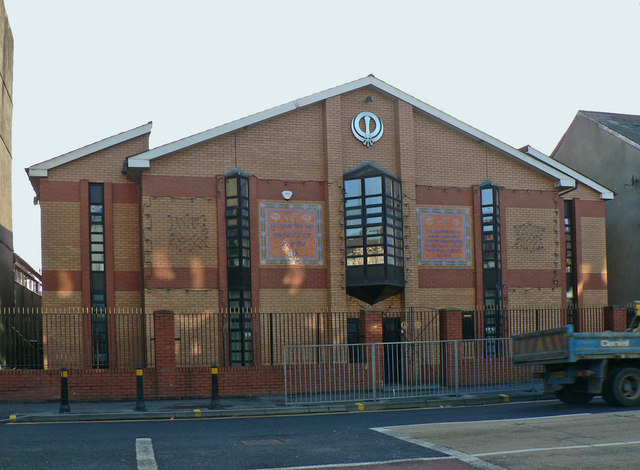
Un gurdwara, un temple sikh, qui porte le nom de Centre Bhatra, à Cardiff, sans nul doute en hommage à ses fondateurs.

Les Bhatra (ou Bathras) forment à l'origine une sous-caste hindoue.

## Origine du mot
Le mot Bhatra viendrait du sanskrit bhatta qui signifie: barde.

## Historique
Ces membres sont devenus commerçants. Bien qu'il y ait de nombreuses histoires concernant leur origine, certains historiens disent que les Bhatras étaient au commencement des prêtres hindous: d'autres des colporteurs et des diseurs de bonne aventure.
Les premiers disciples de Guru Nanak, le fondateur du sikhisme étaient en grande partie issus de cette sous-caste. La mobilité des Bhatras en a fait au cours des siècles des missionnaires du sikhisme, en Inde et sur le reste du monde.
En Europe notamment les sikhs bhatras ont établi les premiers temples sikhs, les gurdwaras. De nombreux sikhs ont émigré en Occident avant la Deuxième Guerre mondiale. Les Bhats ont écrit 123 compositions dans le livre saint des sikhs, le Guru Granth Sahib (pages 1389 à 1409)[réf. nécessaire].
Appelée les sikhs Bhat, cette communauté a une branche importante au Royaume-Uni et au Pendjab notamment.